# Loučky (Lukavice)
Loučky je malá vesnice, část obce Lukavice v okrese Chrudim. Nachází se asi 3 km na jih od Lukavice. V roce 2009 zde bylo evidováno 18 adres. V roce 2001 zde trvale žilo 26 obyvatel.
Loučky leží v katastrálním území Vížky o výměře 2,48 km2.

## Historie
První písemná zmínka o obci pochází z roku 1494.

## Pamětihodnosti
- zemědělský dům čp. 3 a zdobná část plotu v úseku 26 m a brána